# Белозерье (Ульяновская область)
Белозерье — село в Урено-Карлинском сельском поселении Карсунского района Ульяновской области. 
Расположено в 30 км к северо-востоку от районного центра, на левом берегу реки Урень.

## История
Белозерская слобода (первоначально — Слобода на Белом озере) основана в 1653 году 100 конными казаками переведенными сюда из Уренского острога (город Уренска (ныне село Базарный Урень)), для несения охранной службы. В конце XVII века казаки были переселены в г. Азов, и Белозерская Слобода, по указу Петра I, была передана в частные руки.  
В 1780 году, при создании Симбирского наместничества, село Покровское Белозерская Слобода, при речке Белозерке, помещичьих крестьян, вошло в состав Карсунского уезда.  
В середине 19 века им владели князья Трубецкие, имевшие здесь более 6 тыс. десятин земли. Кроме крестьянского труда жители Белозерья занимались изготовлением изделий из лыка. Женщины славились на всю округу как умелые рукодельницы (вязали, вышивали, ткали). 
В 1859 году село Белозерье, на почтовом тракте из. г. Симбирска в г. Москву, имелась церковь, во 2-м стане Карсунского уезда Симбирской губернии. 
В 1873 году была построена деревянная Богоявленская церковь. Престолов в нём два: главный в честь Богоявления Господня и в приделе в честь Покрова Пресвятые Богородицы (не сохранилась). В 4 верстах от села при колодце есть деревянная часовня. Старинная усадьба и большой конезавод князей Трубецких, церковно-приходская и земская школы открытая в 1863 году (с 1867 в селе существовало начальное училище). 
В 1930 году в селе были организованы колхозы «Золотой сноп», «Волна революции» и др. 
В январе 1970 года создан совхоз «Белозерский» (закрыт примерно в 2010 году).

## Демография
| 2010 |
| ---- |
| 913  |

В 1780 году 699 ревизских душ. 
В 1859 году в 411 дворах жило: 1433 муж. и 1563 жен.; 
В 1900 году в 461 двор. 1651 м. и 1766 ж.; 
В 1913 году в Белозерье было: 730 дворов, 3985 жителей (русские);
В 1996 году — население было 1336 человек.

## Окрестности
- Белозерье славится целебными источниками. Живой и Ключной колодцы. Вода в них — с повышенным содержанием серебра. По словам местных жителей, вода в них — святая, целебная. Здесь есть и целый Плакучий берег, из которого выбивают сразу несколько родников. О чудесных источниках ходят легенды, им посвящают стихи.

- Ещё одно чудо Белозерья — голубая глина, которая также спасает от недугов. Местные жители говорят — у нас под ногами зарыт клад. И имеют в виду голубую глину.

- Также в селе стоит памятник военной медсестре с вечным огнём.
- Лес находится с одной стороны в двух км от села, с другой в пяти км. В лесу имеются ягодные и грибные места.

## Инфраструктура
На сегодня в селе имеется:
детский сад, средняя школа, клуб, библиотека, четыре магазина, а также автолавка.

## Известные уроженцы
- Логачёв, Александр Андреевич (1898—1983) — учёный-геофизик, профессор Горного института. Лауреат Сталинской премии. Заслуженный деятель науки и техники РСФСР.
- Мишин, Валерий Алексеевич — российский учёный в области измерительно-вычислительных комплексов, доктор технических наук, профессор, заслуженный деятель науки РФ, лауреат премии Правительства РФ в области науки и техники.